# Бахмутський повіт
Бахму́тський пові́т — історична адміністративно-територіальна одиниця Катеринославської губернії з центром у місті Бахмут. Займав східну частину губернії.     

## Географія
Бахмутський повіт займав площу 8088,173 кв. версти (842518 десятин), за іншими підрахунками 830053,26 десятини.  Ліси займали лише 1,5 % території повіту. 

## Передумова
У 1682—1765 роках Бахмут належить до Торської сотні Ізюмського полку Слобідської України.
Після ліквідації полкового поділу в 1765 році Ізюмський козацький полк реорганізований в регулярний Ізюмський гусарський полк російської армії, а його територія увійшла до складу Ізюмської провінції Слобідсько-Української губернії.
З центром в Бахмуті у 1764—1765 рр. створено Бахмутський гусарський полк для захисту кордонів на правому березі Сіверського Дінця т. з. Слов'яносербії, який був сформований переважно з переселених на вільні території між річками Бахмутом і Луганню сербів, болгар, угорців та інших вихідців з Балканських країн; також до складу полку увійшов Молдавський гусарський полк.

## Підпорядкування
Повіт було утворено 1703 року з початком промислу на річці Бахмутці соляних джерел.

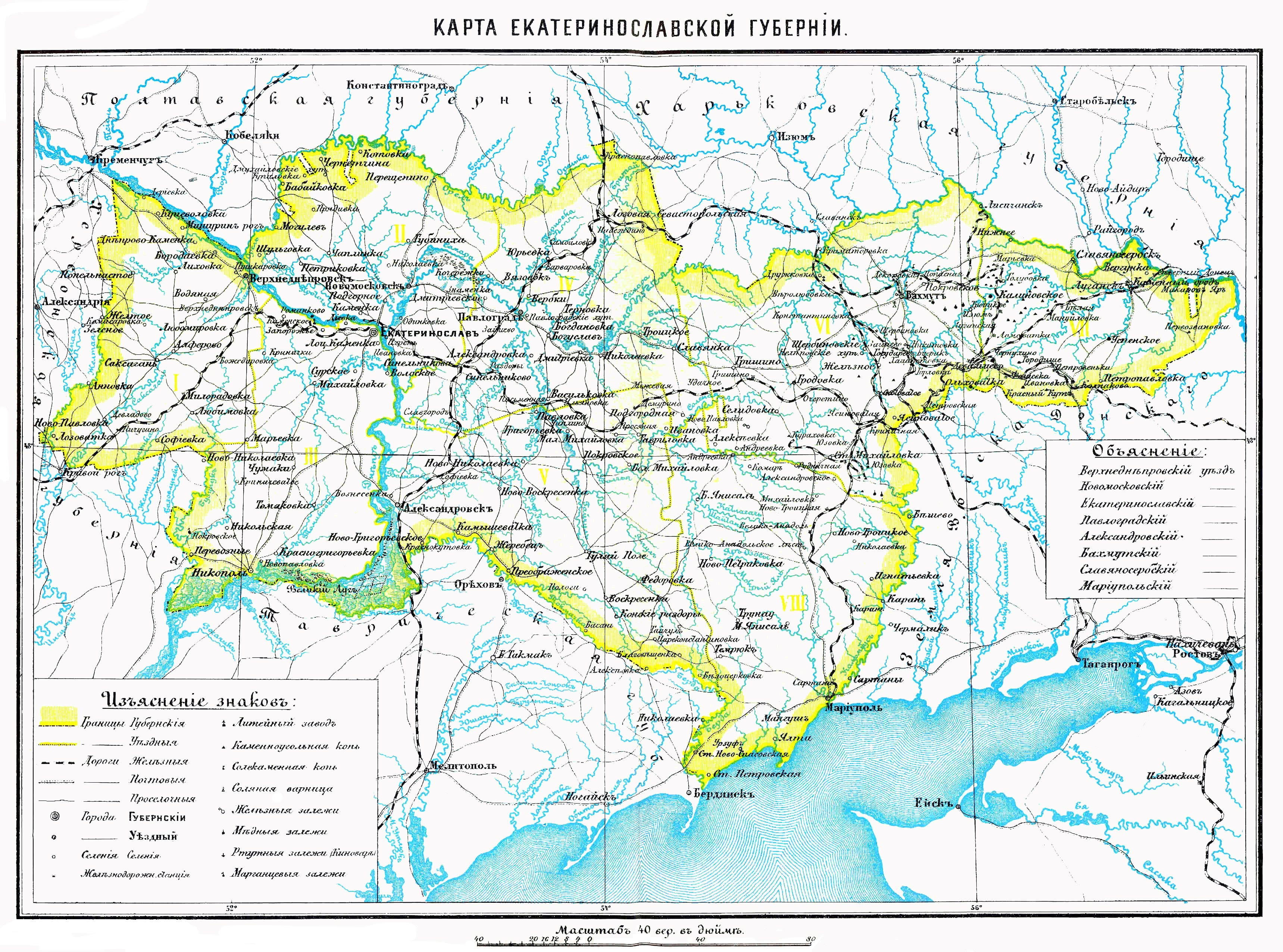
Карта Катеринославської губернії

- 1703—1710 роки — Бахмутський повіт
- З 1708 року у складі Азовської губернії.
- З 1710—1719 роки — Бахмутське воєводство
- З 1719 — Бахмутська провінція у складі Азовської губернії, яка у 1725—1775 роках перейменована  на Воронізьку губернію.
- 1765 року включений до складу новоствореної Новоросійської губернії слідом за ліквідованою Слов'яносербією і Українською лінією
- 1775 — переданий до складу Бахмутської провінції відтвореної Азовської губернії
- У 1784—1796 роках у складі Катеринославського намісництва; за адміністративною реформою 1784 року з Бахмутської провінції виділено Бахмутський й Донецький повіти;
- У 1796—1802 роках у складі 2-ї Новоросійської губернії
- З 1802 у складі Катеринославської губернії
- У березні-квітні 1918 року увійшов до складу Половецької землі УНР.
- 1920 переданий до складу новоствореної Донецької губернії, де у січні-грудні 1920 був ліквідований з переходом до поділу на райони (був створений Бахмутський район), після чого поновлений
- 1923 скасований за переходом до устрою губернія—округа—район.

## Влада
- Фрідман (листопад 1917 — січень 1918)
- Казимирчук Петро Григорович (січень — квітень 1918)

### Доба Директорії УНР
- Тавшавадзе Авраам Захарович (17 листопада 1918 — 3 січня 1919)

## Склад

### На 1719 рік
У складі Озівської губернії:
- Перед-донецька група міст:

- - Бахмут
  - Рай городок

- Задонецька група міст:

- - Ямпіль
  - Сухарів
  - Краснянський городок
  - Борівське
  - Старий Айдар
  - Новий Айдар

- Вищо-Воронізька група:

- - Білоколодське
  - Романів
  - Сокольськ

### На 1745 рік
У складі Воронізької губергнії.
- Перед-донецькі міста:

- - Бахмут
  - Рай городок
  - Тор
  - Маяки

- Задонецькі міста:

- - Ямпіль
  - Царев Борисів
  - Старий Айдар
  - Новий Айдар

 [Архівовано 8 серпня 2016 у Wayback Machine.]

### Катеринославська губернія

#### На 1859 рік
На 1859 рік у Бахмутському повіті було 17458 подвір'їв, 124040 осіб.
За даними 1859 року Бахмутський повіт поділявся на 2 стани та повітове місто Бахмут. Нижче наведені поселення повіту з понад 100 мешканцями

##### Національний склад
- Переважна більшість населення повіту було українським.
- Росіян у Бахмутському повіті до 20 тисяч живуть як у майже повністю російських поселеннях (Віролюбівка, Миколаївка, Олександрівське, Скотувате, Новоекономічне, Патрівка, Воздвиженська, Бузинуватка, Богодарівка, Красноділля, Андріївка, Завидове, Аннівка, Миколаївка, Прасковіївка, Василівський хутір, Нововодяна, Благодатне, Завидове, Добра Надія, Сонцівка, Жовте, Семенівка, Авдіївка, Яковлівка, Обільне), так і у змішаних з іншими народами (Єлизаветівка, Воздвиженське, Государів Байрак, Гришине, Сергіївка, Юр'ївка, Криворіжжя, Любомирівка, Степанівське, Федерівка, Михайлівка, Землянки).
- Серби на 1859 рік суцільно злилися з українцями, прийняли українську мову та звичаї. Сліди їх у Бахмутському повіті у Луганському (15-а рота), Троїцькому -(14-а рота) та у інших.
- Молдовани й Волохи - 8750 у Бахмутському повіті.

##### Повітове місто Бахмут
У місті було 1940 будівель та 9514 мешканців.

##### 1-ий стан
- Поштовий шлях з Бахмута на Таганріг й Ростів:
  - Луганське, державне село над річкою Лугань, 649 подвір'їв, 4636 осіб, православна церква, училище, поштова станція, 3 ярмарки
- Справа від Бахмутсько-таганрізького шляху:
  - Іллінка (Дебальцівка), панське село, при витоці річки Булавиної, 152 господи, 817 осіб;
  - Михайлівка (Перцівка), панське село, над Булавиною річкою, 37 господ, 236 осіб;
  - Убіжище (Мандрикине), панське село, над річкою Булавинна, 33 господи, 263 особи;
  - Оленівка (Волинцеве, Опанасівка), панське село, над річкою Булавинна, 58 господ, 316 особи;
  - Роздолівка, панське село, над річкою Булавинна, 10 господ, 128 особи;
- Зліва від бахмут-таганрізького шляху:
  - Лизаветівка (Хоботове), панське село, над річкою Лугань, 53 господи, 354 особи, завод;
  - Воздвиженське (Калинове), панське село, над річкою Лугань, 19 господи, 179 осіб, завод;
  - Троїцьке (14-та рота), державне село, над річкою Лугань, 764 господи, 5493 особи, православна церква, 3 ярмарки;
  - Калинівське (13-та рота), державне село, над річкою Лугань, 351 господа, 2518 осіб, православна церква;
  - Новоолександрівка (Рубашкине), панське село, над ставом, 48 господ, 343 особи;
  - Калинове (Надеждине, Попасне), панське село, над ставом, 30 господ, 171 особа, завод;
  - Василівка, панське село, над річкою Суха Плітка, 60 господ, 569 осіб, завод;
  - Білогірське, панське село, над річкою Суха Плітка, 18 господ, 156 осіб;
  - Покровське, державне село, над річкою Горілий Пень, 517 господ, 2848 особи, православна церква, училище;
  - Клинівські Хутори, державні хутори, над річкою Клинова, 83 господи, 437 осіб;
  - Преображенське (Соколівка), панське село, над річкою Мокра Плотва, 22 господи, 131 особа;
  - Трипілля, панське село, над річкою Мокра Плотва, 63 господи, 391 особа;
- на чумацькому шлясі з Бахмуту на Старобільськ:
  - Клинове, панське село, над ставками, 91 господа, 545 осіб, завод;
- справа чумацького шляху Бахмут-Старобільськ:
  - Комишуваха, панське село, над річкою Комишуваха, 50 господ, 551 особа, православна церква;
  - Привільне (Привілля, Федорівка), панське село, над Комишувахою, 36 господ, 367 осіб;
  - Миколаївка (Бабаївка), панське село, над Комишувахою, 22 господи, 145 осіб;
  - Персія, панське село, над урочищем Бондарним, 13 господа, 110 осіб;
  - Червонівка, панське село, над Біленькою, 17 господ, 176 осіб;
  - Новоіванівка, панське село, над Біленькою, 14 господ, 114 осіб;
  - Перешипна (Лоскутівка), панське село, над ставком, 9 господ, 105 осіб;
  - Мирна Долина (Ботрухівка), панське село, над ставком, 14 господ, 135 осіб;
  - Філатівка (Олександрівка), панське село, над Гарькавою, 8 господ, 104 особи;
  - Вовчоярівка Перша (Чорногорівка), панське село, над Біленькою, 62 господи, 483 особи;
  - Вовчоярівка Друга (Чорногорівка), панське село, над Біленькою, 16 господ, 147 осіб;
  - Різанцове Перше, панське село, над Біленькою, 12 господ, 124 осіб;
  - Різанцове Друга (Арінкіна, Богдановиче), панське село, над Біленькою, 10 господ, 93 особи, завод;
  - Вище (3-тя рота), село гірничого відомства, над Сіверським Дінцем, 218 господ, 1747 осіб, православна церква;
  - Лисичанське (Лисича Балка), село гірничого відомства, над Сіверським Дінцем, 210 господ, 1623 особи, православна церква, 4 заводи;
  - Рубіжне, панське село, над Сіверським Дінцем, 31 господа, 811 осіб, 4 заводи;
  - Привільне Перше (5-та рота), панське село, над Сіверським Дінцем, 31 господа, 320 осіб, православна церква;
  - Привільне Друге (5-та рота), панське сільце над Сіверським Дінцем, 21 господа, 204 особи;
- зліва від чумацького шляху Бахмут-Старобільськ:
  - Шепилівка, панське село, над Сіверським Дінцем, 19 господ, 196 осіб;
  - Білогорівка (Нижній Сурів Яр), панське село, над джерелами, 52 господи, 343 особи;
  - Підгорівка, панське село, над джерелами, 10 господ, 109 осіб;
  - Золотареве (Банівка, Вищій Сурів Яр), панське село, вгорі Сурова Яру, 16 господ, 121 особа;
  - Нововасилівка (Вищій Сурів Яр, Банівка), панське село, вгорі Сурову Яру, 17 господ, 141 особа;
  - Новінське (Кам'янка), панське село, над Кам'янкою, 21 господа, 125 осіб;
  - Григорівка (Підгорівка), панське село, над Сіверським Дінцем, 36 господ, 194 особи;
  - Миколаївка, панське село, над Біленькою, 126 господ, 763 особи, православна церква, завод, 3 ярмарки;
  - Мала Миколаївка, панське село, над Жушмою, 57 господ, 331 особа;
  - Новодар'ївка (Іванодарівка, Рутченкове, Тихонове), панське село, над протокою Яма, 13 господ, 114 осіб;
  - Олександрівка (Однобоківка), панське село, над протокою Яма, 28 господ, 205 осіб;
- на чумацькому шляху Бахмут-Старобільський повіт:
  - Переїзне (Мала Миколаївка), панське село, над Бахмуткою, 49 господ, 347 осіб;
  - Званівка (Соколівка, Красногорівка), панське село, над Бахмуткою, 19 господ, 136 осіб, православна церква;
  - Радіонівка (Старий Млин), панське село, над Бахмуткою, 15 господ, 503 осіб;
  - Сріблянка (Серебрянка, Новоселівка, Новомоїсіївка), панське село, над Сіверським Дінцем, 105 господ, 626 осіб, православна церква, ярмарок;
- справа від чумацького шляху Бахмут-Старобільський повіт:
  - Підгороднє, панське село, над ставками, 28 господ, 239 осіб;
  - Михайлівка (Диконівка, Деконська), панське село, над Мокрою Пліткою, 25 господ, 170 осіб;
  - Новоолександрівка, панське село, над Мокрою Пліткою, 24 господ, 156 осіб;
  - Роздолівка, панське село, над Бахмуткою, 10 господ, 144 осіб;
  - Новомар'ївка, панське село, над Сіверським Дінцем, 42 господ, 339 осіб;
  - Підгородне, панське село, над Сіверським Дінцем, 42 господ, 339 осіб;
- на поштовому шляху Бахмут-Харків:
  - Іллінка (Грубертова), панське село, над річкою Ближні Ступки, 45 господ, 122 особи, завод;
  - Привільне (Копанка, Опанасівка), панське село, над річкою Копанка, 27 господ, 337 особи;
  - Бондарна (Смольянинове), панське село, над урочищем Бондарне, 21 господа, 161 особа;
- зліва від поштового шляху Бахмут-Харків:
  - Верхівка, панське село, над річкою Дальні Ступки, 15 господ, 144 особи;
  - Василівка (Дубове), панське село, над річкою Дальні Ступки, 15 господ, 114 осіб;
  - Василівка, панське село, над безіменною річкою, 24 господ, 255 осіб;
- на чумацькому шляху Бахмутський повіт-Слов'янськ:
  - Грузьке (Плещеєве), панське село, над Грузькою, 16 господ, 114 осіб;
  - Віролюбівка (Чосове), панське село, над криницями, 29 господ, 228 осіб;
  - Білокузьминівка (Біленьке), панське село, над Біленька, 28 господ, 244 осіб;
- справа від чумацького шляху Бахмутський повіт-Слов'янськ:
  - Богданівка, панське село, над Ступкою, 20 господ, 154 осіб;
  - Катеринопілля, панське село, над Ступкою, 15 господ, 118 осіб;
  - Григорівське (Криворотівка), панське село, над річкою Дальні Ступки, 31 господа, 174 осіб;
- на поштовому шляху Бахмут-Катеринослав:
  - Іванівське (Хріщенське), панське село, над річкою Ступки, 87 господ, 667 осіб, православна церква, завод, 3 ярмарки;
- справа від поштового шляху Бахмут-Катеринослав:
  - Сантуринівка, панське село, над річкою Кривий Торець, 16 господ, 114 осіб;
  - Новоселівка (Филимонівка), панське село, над річкою Кривий Торець, 93 господ, 456 осіб;
  - Дружківка (Короб'їне), панське село, над річкою Кривий Торець, 71 господа, 521 особа, православна церква, завод;
  - Миколаївка, панське село, над річкою Кривий Торець, 41 господа, 300 осіб;
  - Олексіївка (Осинове), панське село, над річкою Кривий Торець, 62 господи, 535 осіб, 2 заводи;
  - Гаврилівка (Парчикове), панське село, над річкою Кривий Торець, 62 господи, 531 особа;
- зліва поштового шляху Бахмут-Катеринослав:
  - Олександрівське (Сергіївське), панське село, над річкою Неумиха, 53 господи, 457 осіб, православна церква;
  - Іванопілля (Плещіїве), панське село, над річкою Кривий Торець, 24 господи, 205 осіб;
  - Василівка (Конівка), панське село, над річкою Бик, 35 господ, 290 осіб;
  - Калинівка, панське село, над річкою Бик, 22 господ, 148 осіб;
  - Олександрівка, панське село, над річкою Бик, 42 господи, 257 осіб;
- на поштовому шляху Бахмут-Маріупіль:
  - Зайцеве (Микитівка), державне село, над витоками річки Бахмутка, 458 господ, 3664 осіб, православна церква, поштова станція;
  - Скотувате, державне село, над річками Кривий Торець та Скотувата, 334 господи, 2282 особи, православна церква, поштова станція, 3 ярмарки;
- справа від поштового шляху Бахмут-Маріупіль:
  - Карлівка (Плещіївка), панське село, над безіменною річкою, 25 господ, 265 осіб;
  - Андріївський (Чорковий), панський хутір, над ставом, 20 господи, 150 осіб;
  - Щербинівські Хутори, державні хутори, над річкою Кривий Торець, 313 господ, 1751 особа;
  - Петрівське (Фурсове), панське село, над річкою Кривий Торець, 135 господ, 780 осіб, православна церква;
  - Залізне, державне село, над річкою Кривий Торець, 550 господ, 3283 особи, православна церква, 3 ярмарки;
  - Мар'їнське (Фурсівка), панське село, над річкою Кривий Торець, 22 господи, 147 особи;
  - Новоселівка (Шахівка), панське село, над річкою Кривий Торець, 18 господ, 173 особи;
  - Ново-Бахмутівка (Сидорівка), державне село, над річкою Сидорова, 236 господи, 1674 особи, православна церква;
  - Віденська, панське село, над криницями, 12 господ, 128 осіб;
  - Калинове, панське село, над джерелами річки Калинова, 90 господ, 590 осіб;
  - Архангельське (Калинове), панське село, над річкою Калинова, 69 господ, 550 осіб, православна церква;
- зліва від поштового шляху Бахмут-Маріуполь:
  - Зайцівські Хутори, державні хутори, над річкою Зайцева, 156 господ, 773 осіб;
  - Вище-Зайцівські Хутори, державні хутори, над джерелами річки Зайцева, 52 господи, 209 осіб;
  - Кодемські Хутори, державні хутори, над річкою Зайцева (Кодима), 149 господ, 888 осіб;
  - Государів Байрак, державне село, над джерелах річки Лугані, 583 господи, 4000 осіб, православна церква, училище, 3 ярмарки;
- зліва великого транспортного шляху Луганськ-Крим:
  - Вірівка (Верещагине), панське село, над річкою Садки, 60 господ, 464 осіб;
  - Софіївка (Біломістне), панське село, над річкою Садки, 16 господ, 123 особи;
  - Софіївка (Кіндратівка), панське село, над річкою Садки, 22 господи, 200 осіб;
  - Корсунь (Гулеве), державне село, над річкою Корсунь, 341 господа, 2196 осіб, православна церква, 3 ярмарки;
  - Кринка (Пантелеймонівка), панське село, над річкою Кринка, 20 господ, 175 осіб, завод;
  - Вікторівка, панське село, над річкою Плотва, 16 господ, 174 осіб;

##### Другий стан
- На поштовому шляху в Катеринослав:
  - Марчінськ, поштова станція, при колодязі, 1 господа, 8 осіб;
  - Новоекономічне (Каракове), державне село, 278 господ, 1862 особи, православна церква;
  - Гришине, державне село над річкою Гришенка, 435 господи, 3016 особи, православна церква, поштова станція, 3 ярмарки;
- зліва від поштового шляху на Катеринослав:
  - Петрівка (Петровеньке), панське село над річкою Бичок, 55 господ, 320 осіб, православна церква;
  - Воздвиженське (Шабельське), панське село над джерелами річки Бичок, 30 господ, 335 осіб;
  - Гродівка, державне село над джерелами річки Казений Торець, 465 господ, 3291 осіб, православна церква, 3 ярмарки;
  - Лисаветівка (Марченкове), панське село над річкою Казенний Торець, 74 господи, 540 осіб;
  - Петрівка (Марченкове), панське село над річкою Казенний Торець, 75 господ, 294 осіб, завод;
  - Зелене (Чунихине, Чунишине), панське село над річкою Солоненька, 38 господ, 227 осіб, завод;
  - Сергіївка (Гулеве), державне село над річкою Ковалиха, 312 господ, 2140 осіб, православна церква;
- справа від поштового шляху на Катеринослав:
  - Софіївка (Бантишеве), панське село над річкою Казенний Торець, 100 господ, 794 осіб;
  - Геївка (Федорівка), панське село над річкою Казенний Торець, 36 господ, 238 осіб;
  - Торсько-Олексіївське (Казеноторське, Шахове), панське село над річкою Казений Торець, 71 господ, 588 осіб, православна церква, 3 заводи;
  - Миколаївка (Ганнівка), панське село над річкою Казенний Торець, 100 господ, 850 осіб;
  - Оленівка (Коптівка), панське село над річкою Кривий Торець, 29 господ, 208 осіб;
  - Аврамівка, панське село над річкою Казенний Торець, 109 господ, 535 осіб, завод;
  - Єгорівка, панське село над річкою Казенний Торець, 18 господ, 134 особи;
  - Панківка (Мерцалівка), панське село над річкою Казенний Торець, 19 господ, 184 осіб;
  - Новоолексіївка (Новоселівка), панське село над ставком у Чаплиному Ярі, 27 господ, 171 осіб;
  - Михайлівка (Григорівка), панське село над річкою Казенний Торець, 22 господ, 160 осіб;
  - Григорівка (Чаплине), державне село над річкою Казенний Торець, 19 господ, 122 особи;
  - Красноділля (Ларівка), панське село над джерелами річки Водяна, 11 господ, 112 осіб;
  - Добропілля (Водяне), панське село над річкою Водяна, 55 господ, 541 особа, православна церква, завод;
  - Василівка (Полежаївка), панське село над річкою Гришина, 20 господ, 240 осіб;
  - Юр'ївка, панське село над річкою Гришина, 42 господи, 366 осіб;
  - Андріївка, панський хутір над річкою Бик, 8 господ, 185 осіб;
  - Криворіжжя (Щиглове), панське село над річкою Бик, 42 господи, 366 осіб, православна церква, 2 ярмарки;
  - Іванівське, панське село над річкою Водяна, 42 господи, 367 осіб;
  - Завидове (Хлопове), панське село над річкою Бик, 35 господ, 250 осіб;
- на великому чумацькому шляху до Харкова:
  - Катеринівка, панське село над річкою Бик, 4 господи, 75 осіб;
  - Аннінське, панське село над річкою Бик, 28 господ, 238 осіб;
- справа від великого чумацького шляху до Харкова:
  - Ганнівка, панське село над річкою Бик, 13 господ, 172 особи;
  - Підчорне, панське село над річкою Бик, 25 господ, 199 осіб;
  - Грузьке (Капустине), панське село над річкою Грузька, 20 господ, 297 осіб;
- зліва від великого чумацького шляху до Харкова:
  - Катеринівка 1-ша, панське село над річкою Бик, 2 господи, 15 осіб;
  - Катеринівка 2-га, панське село над річкою Бик, 2 господи, 15 осіб;
  - Мар'їнське, панське село над річкою Бик, 23 господ, 168 осіб;
  - Святогорівка (Штепівка), панське село над річкою Бик, 23 господ, 147 осіб, православна церква;
  - Олександрівка (Циглерівка), панське село над річкою Бик, 20 господ, 154 осіб;
  - Вірівка, панське село над річкою Бик, 15 господ, 117 осіб;
  - Вікторівка (Кринечки), панське село при криницях, 18 господ, 119 осіб;
  - Спаськомихайлівське (Мар'їнське), панське село над річкою Гнилуша, 38 господ, 231 особа, завод;
  - Сергіївка, панське село над річкою Гнилуша, 14 господ, 110 осіб;
  - Весела Гірка (Веселогірське), панське село над річкою Самара, 18 господ, 175 осіб;
- на великому чумацькому шляху до Харківської губернії:
  - Богданівка, панське село над річкою Самара, 40 господ, 411 осіб;
- зліва великого чумацького шляху до Харківської губернії:
  - Мирна Долина, панське село над річкою Гнилуша, 20 господ, 101 особа;
  - Мар'їнське (Жебуневе), панське село над річкою Гнилуша, 21 господа, 156 осіб, православна церква;
  - Знаменське, панське село над річкою Гнилуша, 40 господ, 376 осіб;
  - Петрівське, панське село над річкою Самара, 58 господ, 463 особи;
- справа великого чумацького шляху до Харківської губернії:
  - Іверське (Петрищеве), панське село над річкою Водяна, 45 господ, 468 осіб;
  - Степанівське (Кохівка), панське село над річкою Водяна, 91 господ, 636 осіб, православна церква, завод;
- на великому чумацькому шляху на Маріуполь-Крим:
  - Селідівка, державне село над джерелами річки Солона, 498 господ, 3618 осіб, квартира 2-го стану Бахмутського повіту, православна церква, 3 ярмарки, базари;
  - Сонцівка, панське село над ставками у ярах річок Шурова та Солена, 86 господ, 886 осіб, православна церква;
  - Андріївка, державне село над річкою Вовча, 397 господ, 2616 осіб, православна церква, 2 ярмарки;
- справа великого чумацького шляху на Маріуполь-Крим:
  - Пустинка (Прохорівка), панське село над ставком Пустим, 44 господи, 136 осіб;
  - Жовте (Бахарівка), панське село над річкою Солона, 10 господ, 193 особи, завод;
  - Новотроїцьке (Войнівка), панське село над річкою Солона, 22 господи, 182 особи;
  - Мурав'ївка, державне село над Широким яром, 52 господи, 350 осіб;
  - Олексіївка, державне село над річкою Вовча, 316 господ, 2441 особа, православна церква, 2 ярмарки;
- зліва великого чумацького шляху на Маріуполь-Крим:
  - Іллінка (Шохівка), панське село над річкою Вовча, 30 господ, 259 осіб;
- на великому чорноморському чумацькому шляху:
  - Голіцинівка, панське село над річкою Вовча, 58 господ, 615 осіб, православна церква, 4 ярмарки;
  - Красна Гірка, панське село над річкою Лозова, 30 господ, 225 осіб;
  - Борисівка (Елонопіль, Кунчинівка), панське село над річкою Лозова, 20 господ, 135 осіб;
  - Широке (Ставище), панське село над Широким яром, 12 господ, 117 осіб;
- справа великого чорноморського чумацького шляху:
  - Курахівка, панське село над річкою Вовча, 37 господ, 295 осіб, завод;
  - Олександропіль, панське село над річкою Вовча, 23 господи, 154 особи;
  - Катеринославка 1-ша, панське село над річкою Вовча, 14 господ, 117 осіб;
  - Катеринославка 2-га, панське село над річкою Осикова, 4 господи, 35 осіб;
  - Софія (П'янківка Лозова), панське село над річкою Лозова, 27 господ, 226 осіб;
- зліва великого чорноморського чумацького шляху:
  - Бажане, панське село над джерелами річки Вовча, 22 господи, 203 особи;
  - Олександрівка (Ветретинське), панське село над річкою Очеретяна, 19 господ, 150 осіб;
  - Новоселівка (Очеретяне), панське село над річкою Очеретяна, 100 господ, 741 особа;
  - Семенівка (Покровське, Очеретяне), панське село над річкою Очеретяна, 22 господи, 225 осіб, православна церква;
  - Яснобрідське, панське село над річками Дурна та Водяна, 23 господи, 178 осіб;
  - Олексіївка (Погорелівка), панське село над гирлом річки Водяна та Вовча, 12 господ, 180 осіб, завод;
- на поштовому маріупільському шлясі:
  - Авдіївка, державне село над річкою Авдіївка, 450 господ, 2299 осіб, православна церква, поштова станція;
  - Піщаний, панський хутір над ставком річки Піщана, 1 господа, 9 осіб;
  - Ахмед, панське село над джерелами річки Лозова, 3 господи, 44 осіб;
  - (Стара) Михайлівка, державне село над річкою Лозова, 222 господ, 1510 осід, православна церква, поштова станція, 3 ярмарки;
- справа поштового маріупільського шляху:
  - Бур'янівка, державний хутір над джерелами річки Водяна, 14 господ, 109 осіб;
  - Нетайлівка, панське село над річкою Водяна, 14 господ, 167 осіб;
  - Шапошників (Дорошенків), панський хутір над річкою Лозова, 14 господ, 114 осіб;
- зліва поштового маріупільського шляху:
  - Землянки, панське село над річкою Кривий Торець, 221 господа, 1545 осіб, православна церква;
  - Ясиновате (Ясиноватка, Ясинівка), державне село над річкою Торець, 553 господ, 3968 осіб, православна церква, 3 ярмарки;
  - Яковлівка (Кріпачки), панське село над джерелами річки Кальміус, 56 господ, 430 осіб, завод;
  - Олександрівське (Щиглове), панське село над річкою Кальміус, 167 господ, 1091 осіб, православна церква, 3 ярмарки;
  - Олексіївка (Семенівка, Семичасне), панське село над річкою Кальміус, 54 господ, 320 осіб;
  - Катеринівка, панське село над річкою Кальміус, 5 господ, 81 особа;
  - Любимівка (Окоп), панське село над річкою Кальміус, 12 господ, 106 осіб;
  - Миколаївка, панське село над річкою Кальміус, 12 господ, 147 осіб;
  - Олено-Олександрівка (Іразівка), панське село над річкою Кальміус, 13 господ, 98 осіб;
  - Григорівка (Рутченкове), панське село над річкою Кальміус, 22 господ, 154 осіб, православна церква;
  - Авдотьїне (Мандриківка), панське село над річкою Кальміус, 49 господ, 380 осіб, православна церква, 3 ярмарки, заводи;
  - Богодарівський, панський хутір нал річкою Кальміус, 5 господ, 40 осіб;
  - Олександрівка (Цингерівка), панське село над річкою Кальміус, 4 господи, 21 особа;
  - Суханівка, панське село над річкою Кальміус, 3 господи, 20 осіб;
  - Кам'яний, панський хутір над річкою Кальміус, 2 господи, 20 осіб;
- зліва від поштового маріупольського шляху й справа транспортного чорноморського шляху:
  - Трудове (Голубівкка), панське село над річкою Осикова, 10 господ, 115 осіб;
  - Новоселівка (Берестове, Штерівка), панське село над річкою Берестова, 108 господ, 544 осіб;
  - Обільне (Панківка), панське село над річкою Берестова, 70 господ, 417 осіб;
  - Анатольївка (Феніне), панське село над річкою Берестова, 20 господ, 169 осіб.

#### На 1897 рік
- місто Бахмут з передмістями Бровар та Кирилівка.

##### Волості
- Авдіївська
- Андріївська
- Архангельська
- Бахмутська
- Голицинівська
- Григорівська (Авдот'їнська)
- Гришинська
- Гродівська
- Зайцівська
- Залізнянська
- Званівська
- Іллінівська
- Казено-Торсько-Олексіївська
- Калинівська
- Комишуваська
- Красногорівська
- Криворізька
- Лисичанська
- Луганська
- Миколаївська
- Новоселівська
- Олександрівська
- Олександро-Шультенська
- Оленівська (Вірівська)
- Петрівська Перша
- Петрівська Друга
- Рубежівська
- Сантуринівська (Дружківська)
- Селидівська
- Сергіївська
- Серебрянська
- Скотовацька
- Сонцівська
- Степанівська
- Троїцька
- Ясинуватська

##### поселення понад 500 мешканців
- Авдотьїне (Мандрикине), село, 1319 осіб (1301 православних),
- Авдіївка, село, 4586 осіб (4526 православних),
- Авдіївка, виселок до залізничної станції, 2153 особи (2057 православних),
- Аврамівка, село, 626 осіб (620 православних),
- Андріївка, село, 5287 осіб (5015 православних),
- Архангельське, село, 927 осіб (923 православних),
- Ауербах и Ко, ртутна копальня, 2691 особа (2645 православних),
- Бахмут, повітове місто, 19316 осіб (15674 православних, 3259 юдеїв),
- Борисівське, цукровий завод, 1811 осіб (1632 православних),
- Брянцівка, вугільна та соляна копальні, 569 особи (554 православні),
- Білогорівка, село, 598 осіб (усі православних),
- Василівка, село, 912 осіб (907 православних),
- Вище (3-тя Рота), село, 4586 осіб (4529 православних),
- Воздвижинівка, село, 489 осіб (485 православних),
- Вознесенське, копальня, село, 2121 осіб (2078 православних),
- Вовчоярівка Перша, село, 641 особа (усі православні),
- Вірівка (Верещагине), село, 1083 осіб (1078 православних),
- Вєтка (Гілка), Копальня Новоросійського товариства, 1867 осіб (1723 православних),
- Гаврилівка, поселення, 886 осіб (811 православних),
- Голицинівка, село, 1137 осіб (1062 православних),
- Горлівка, вугільна копальня, 7024 осіб (6764 православних),
- (Государів) Байрак, село, 4564 осіб (4472 православних),
- Григорівка, село, 518 осіб (усі православні),
- Григорівка Перша, село, 965 осіб (947 православних),
- Гришине, село, 6633 осіб (6450 православних),
- Гришине, залізнична станція з поселенням, 2597 осіб (2092 православних, 227 юдеїв, 209 римо-католиків),
- Гродівка, село, 5713 осіб (5507 православних),
- Дебальцеве, залізнична станція, 2048 осіб (2010 православних),
- Донецьке, содовий завод, 715 осіб (628 православних),
- Донецьке, скляний завод, 596 осіб (596 православних),
- Дружківка, село Бахмутського повітового стану !, 1409 осіб (усі православні),
- Дружківка, заводське поселення Бахмутського повітового стану 2, 1892 осіб (1666 православних, 206 римо-католиків),
- Зайцеве, село, 5713 осіб (5637 православних),
- Зайцевський хутір, 1373 осіб (1372 православних),
- Залізне, село, 4586 осіб (4419 православних),
- Званівка, село, 510 осіб (усі православні),
- Землянки, село, 2193 осіб (2163 православних),
- Знаменівка, село, 702 осіб (усі православні),
- Іванівка, село, 517 осіб (506 православних),
- Іверське, село, 963 осіб (962 православних),
- Іллінка (Рибальцеве), село, 1062 осіб (1055 православних),
- Калинівка, село, 1050 осіб (1046 православних),
- Калинівське, село, 3819 осіб (3750 православних),
- Клинове, село, 1060 осіб (1059 православних),
- Клинівський хутір, 1060 осіб (усі православні),
- Кодима, село, 1060 осіб (усі православні),
- Комишуваха, село, 892 осіб (884 православних),
- Корсунь, село, 3327 осіб (3229 православних),
- Криворіжжя, село, 614 осіб (605 православних),
- Курахівка, село, 535 осіб (502 православних),
- Лисичанськ, поселення при залізничній станції, 3200 осіб[3],
- Луганське, село, 5670 осіб (5543 православних),
- Мазарське, поселення біля залізничної станції Дебальцеве, 584 осіб (524 православних),
- Мало-Миколаївка, село, 493 особи (усі православні),
- Мар'їнська-Новоселівка, село, 504 особи (усі православні),
- Микитівка, залізнична станція, 577 осіб (510 православних),
- Миколаївка Перша, село Бахмутського повітового стану 1, 1609 осіб (1598 православних),
- Миколаївка, село Бахмутського повітового стану 4, 850 осіб (усі православні),
- Мурав'ївка, село, 719 осіб (714 православних),
- Нелепівський хутір, 1056 осіб (1036 православних),
- Ново-Бахмутівка, село, 2263 особи (2251 православних),
- Ново-Василівка, село, 626 осіб (622 православних),
- Ново-Економічне (Каракове), село, 3339 осіб (3321 православних),
- Ново-Мар'ївка, село, 618 осіб (усі православні),
- Ново-Миколаївка, село, 583 особи (578 православних),
- Ново-Олександрівка, село, 728 осіб (усі православні),
- Новоселівка, село Бахмутського повітового стану 1, 729 осіб (усі православні),
- Новоселівка, хутір Бахмутського повітового стану 3, 1006 осіб (усі православні),
- Новоселівка (Іванівка), село Бахмутського повітового стану 3, 1012 осіб (996 православних),
- Новоселівка (Очеретяне), село Бахмутського повітового стану 3, 1024 осіб (1008 православних),
- Ново-Ясинувате, село, 1063 особи (усі православні),
- Олександрівка Перша (Щеглове), село 1041 особа (1017 православних),
- Олександрово-Шультене, село 527 осіб (усі православні),
- Олексіївка, село Бахмутського повітового стану 4, 3709 осі (3680 православних),
- Олексіївка, село Бахмутського повітового стану !, 1179 осіб (1162 православних),
- Олексіївка (Семенівка), село Бахмутського повітового стану 3, 781 особа (779 православних),
- Оленівка (Волинцеве), 856 осіб,
- Орлівка, село, 579 осіб,
- Переїзне, село, 536 осіб,
- Петрівка Перша, село, 480 осіб,
- Петрівка Друга, село, 855 осіб,
- Петрівське Перше, село, 834 осіб,
- Петрівське Друге (Лизаветине), село, 687 осіб,
- Петрівське Третє (Покровське), село, 575 осіб,
- Петрівський завод Російсько-бельгійського металургійного товариства, 3167 осіб (2881 православних),
- Петрівське Друге, село, 1340 осіб (1327 православних),
- Південно-Російського промислового товариства вугільної копальні поселення:
  - поселення при вугільній копальні №19, 1737 осіб (1723 православних),
  - поселення при вугільній копальні №27, 638 осіб (усі православні),
  - поселення при вугільній копальні №28, 919 осіб (902 православних),
  - поселення при вугільній копальні №29, 976 осіб (944 православних),
  - поселення при вугільній копальні №30, 1523 осіб (1512 православних),
- Покровське, село, 5307 осіб (5296 православних),
- Попасна, залізнична станція, 550 осіб (527 православних),
- Привілля (Федорівка), село, 580 осіб (579 православних),
- Радіонівка, село, 953 особи (усі православні),
- Рубіжне (Деприрадівське), село, 588 (584 православних),
- Рясне (Обільне, Попкове), село, 740 осіб,
- Сатурнівка, село, 919 осіб (843 православних),
- Селидівка, село, 5873 осіб (5666 православних),
- Сергіївка, село, 5479 осіб (5357 православних),
- Скелеватий хутір, 785 осіб (усі православні),
- Скотувате, село, 2573 осіб (2551 православних),
- Софійське, село, 1284 осіб (1271 православних),
- Сріблянка (Серебрянка), село, 1183 осіб (1170 православних),
- Старо-Михайлівське, село, 2368 осіб (2314 православних),
- Степанівка (Кохове), село, 997 осіб (усі православні),
- Торсько-Олексіївка, село, 1030 осіб (1029 православних),
- Трипілля, село, 684 осіб (681 православних),
- Троїцьке, село, 6319 осіб (6250 православних),
- Харламівське, поселення, сланцева копальня, 591 особа (582 православних),
- Щербинівка, хутір, 2597 осіб (2402 православних),
- Щербинівське, шахтарське поселення, 1601 особа (1543 православних),
- Юзівка, поселення при заводі, 28076 (23747 православних, 3168 юдеїв),
- Юзове, поселення у залізничної станції, 930 осіб (919 православних),
- Юр'ївка, село, 582 осіб (усі православні),
- Ясинувате, село, 3850 осіб (3759 православних).

## Персоналії
- Біценко Анастасія Олексіївна (1875—1938) — революційна діячка Російської імперії, політичний діяч Радянської Росії та СРСР.
- Губа Нечипір Данилович — сотник Армії УНР.
- Лейкфельд Павло Емільєвич – психолог, професор Харківського університету.